# Devin Toner
Devin Toner (Meath, 29 giugno 1986) è un rugbista a 15 irlandese che gioca nel ruolo di seconda linea nel Leinster.

## Biografia
Nato a Moynalvey, villaggio nella contea di Meath, Toner iniziò a giocare a livello giovanile con il Castleknock College, la scuola di Castleknock in cui studiò prima di frequentare l'University College Dublin.
Il passaggio al livello professionistico avvenne con l'ingaggio nel 2005 da parte del Leinster con cui, tre anni più tardi, vinse il suo primo trofeo, la Celtic League 2007-08.
Dopo essere stato convocato con l'Irlanda A impegnata nella Churchill Cup 2009, il 13 novembre 2010 Toner debuttò con la nazionale maggiore affrontando le Samoa a Dublino; nel 2015 fece parte della squadra che prese parte alla Coppa del Mondo in Inghilterra.

## Palmarès
- Champions Cup: 4
Leinster: 2008-09, 2010-11, 2011-12, 2017-18
- Challenge Cup: 1
Leinster: 2012-13
- Pro14: 7
Leinster: 2007-08, 2012-13, 2013-14, 2017-18, 2018-19, 2019-20, 2020-21